# Académie des Lyncéens
Pour les articles homonymes, voir Accademia et Lyncée.
L'Académie des Lyncéens, ou Académie des Lyncées, parfois Académie nationale des Lynx (en italien l’Accademia nazionale dei Lincèi, originellement Academia Lyncēorum ou Accademia dei Lincei), est la plus ancienne académie scientifique d'Europe. Fondée à Rome en 1603 par un pacte entre le prince Federico Cesi et deux amis. Elle adopte la référence à la vue perçante du lynx qui symbolise à la fois la puissance de vue de la science et la découverte de l'extraordinaire pouvoir de résolution du microscope — un outil nouveau au XVIIe siècle —  qui ouvre la voie à des découvertes fondamentales sur la nature de l'homme.
Rétrospectivement, la création de cette académie est l’un des moments forts de la révolution scientifique de la Renaissance, puisqu'elle fonde une tradition nouvelle, celle des académies, sociétés savantes et autres réseaux de correspondants initiés. Ses héritières modernes sont :
- l'Accademia nazionale dei Lincei, italienne ;
- l’Académie pontificale des sciences ou Pontificia Academia Scientiarum, du Vatican.

## La première Académie des Lyncéens (1603-1630)

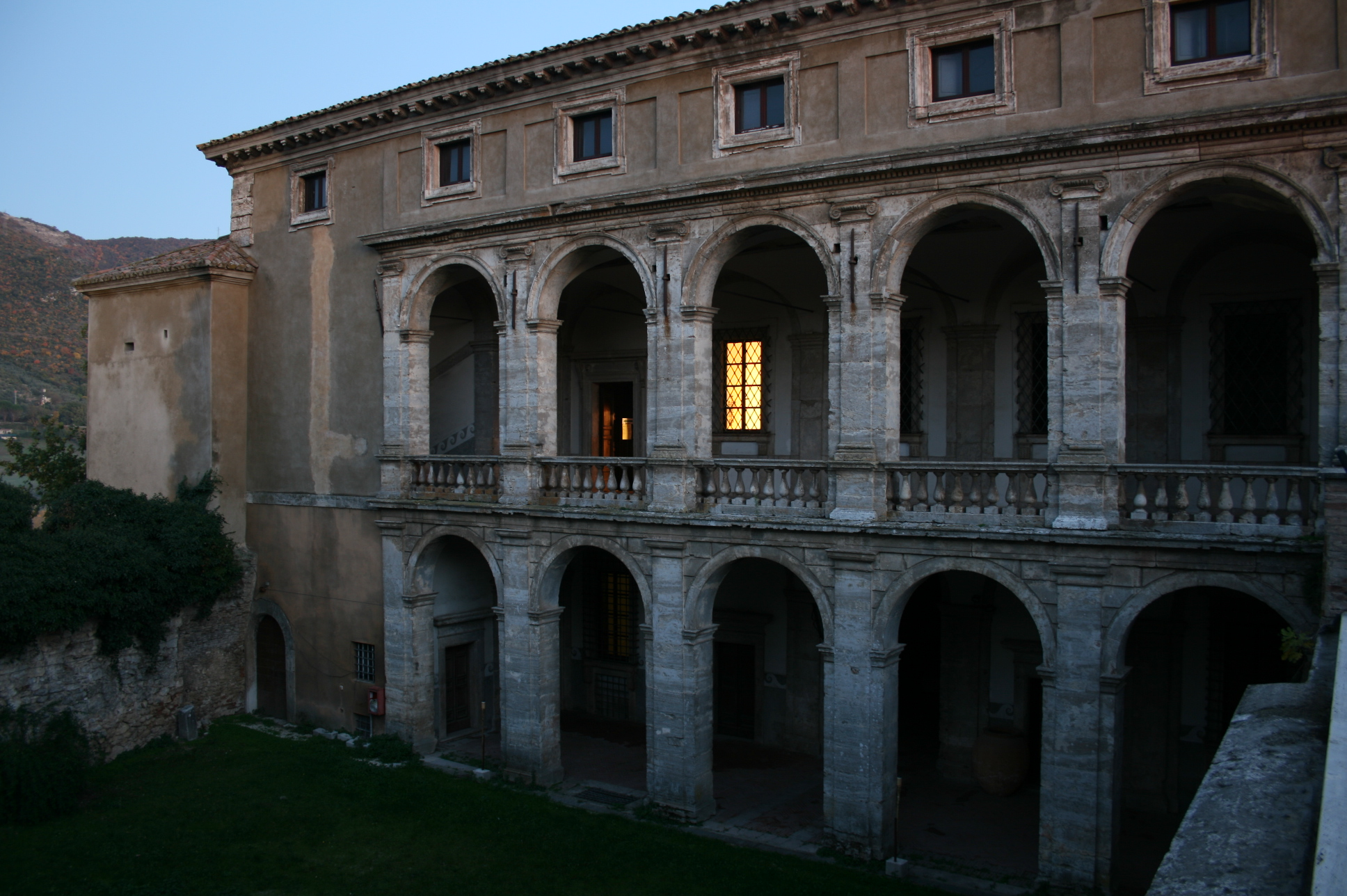
Le palais Cesi à Acquasparta, premier siège de l'Académie des Lyncéens.

Célèbre pour sa défense de Galilée et pour sa défense de la physique moderne, l'Académie des Lyncéens a également à l'origine l'ambition d'éditer une encyclopédie de la philosophie naturelle de l'époque. Le projet n'aboutit pas.
- 17 août 1603 : fondation à Rome de l'Académie des Lyncéens par le prince Federico Cesi, Francesco Stelluti et Johannes de Filiis. Ils choisissent un lynx blanc comme emblème et la maxime : « Sagacius ista ». Le palais Cesi à Acquasparta en Ombrie, était le siège de l'académie.
- 25 décembre 1603 : inauguration solennelle. Cesi est élu Princeps perpétuel.
- 1604 : les activités de l'Académie sont étroitement surveillées. Certains membres sont dénoncés au Saint-Office.
- 1610 : adhésion de Giambattista della Porta.
- 25 avril 1611 : adhésion de Galilée. À partir de cette date, le lynx blanc de l'académie ornera le frontispice de tous les ouvrages de Galilée.
- 29 octobre 1611 : adhésion du médecin anatomiste et botaniste Giovanni Faber, il est fait chevalier de l'académie le 23 avril 1612[6]
- 1612 : ambitieux projets éditoriaux. Opposition du Saint-Office.
- 1616 : condamnation du système de Copernic[réf. souhaitée].
- 1630 : mort de Cesi, l'académie réduit ses activités et disparait peu après.

## Renaissances de l'Académie
- 1745 : fondation d'une nouvelle académie à Rimini, mais son activité ne dure pas.
- 1838 : le pape Grégoire XVI suggère de refonder une nouvelle académie scientifique. Son projet sera réalisé par Pie IX en 1847 sous le titre de Accademia Pontificia dei Nuovi Lincei.
- 1859 : à la suite de la réunification de l'Italie et la disparition des États pontificaux, l'institution se scinde en deux académies :
  - L'Accademia Pontificia dei Nuovi Lincei qui est rebaptisée en 1936 Académie pontificale des sciences.
  - La Reale Accademia dei Lincei

## L'Académie des Lynx sous le régime mussolinien
Mussolini se méfie de l'institution, qui est composée d'intellectuels indépendants et prestigieux et peut représenter un contre-pouvoir.
Classiquement, sans dissoudre formellement l'académie des Lynx, il crée une institution concurrente l'Académie d'Italie chargée de chapeauter, puis d'absorber l'ancienne institution, par trop dérangeante. Avec le durcissement du régime sous l'influence des Allemands et la promulgation des lois raciales, de nombreux scientifiques tombent en disgrâce. Albert Einstein, qui était membre étranger depuis 1921, en démissionne formellement en 1939.
Enrico Fermi, pourtant nommé par le Duce à l'académie royale italienne, mais dont l'épouse est juive et à qui les universités américaines ont fait des propositions intéressantes tant sur le plan académique que financier, prend ses distances et s'installe à Chicago (Il travaillera à la réalisation du Projet Manhattan, la future bombe d'Hiroshima) .
Avec la chute du régime en 1943, l'Académie royale d'Italie, qui comptait surtout des personnages dévoués au régime (Tommaso Tittoni, Luigi Federzoni, Francesco  Coppola, Filippo Tommaso Marinetti, Giovanni Gentile) ou des "vieilles gloires" (Guglielmo Marconi, Gabriele D'Annunzio), sera dissoute et, sur une suggestion de Benedetto Croce l'Académie des Lynx redeviendra une institution indépendante dans la seconde moitié des années 1940.

## Accademia Nazionale dei Lincei
En 1946, la Reale Accademia dei Lincei est rebaptisée Accademia Nazionale dei Lincei. Son siège est situé au Palazzo Corsini, la Villa Farnesina, sur la Via della Lungara à Rome. En 1986, les statuts de l'académie décident que sa composition sera de 540 membres, 180 seront italiens, 180 seront étrangers, et 180 seront des correspondants italiens à l'étranger. Les membres de l'académie sont divisés en deux classes : la première correspond aux sciences mathématiques, physiques et naturelles, la seconde aux sciences morales, historiques et philosophiques.
En 2001, la classe des sciences pures est composée de cinq catégories :
1. Mathématique, mécanique et applications ;
2. Astronomie, géodésie, géophysique, et applications ;
3. Physique, chimie et applications ;
4. Géologie, paléontologie, minéralogie et applications ;
5. Sciences biologiques et applications.

La classe des sciences morales est composée de sept catégories :
1. Philologie et linguistique ;
2. Archéologie ;
3. Critique d'art et de la poésie ;
4. Histoire et géographie historique et humaine ;
5. Sciences philosophiques ;
6. Sciences juridiques ;
7. Sciences sociales et politiques.

Depuis sa reconstitution, elle honore des personnalités mondiales de ces différents domaines de la connaissance par le prix Antonio-Feltrinelli.

## Ressources bibliographiques
- Balthasar Odescalchi, duc de Cesi, Memorie istorico-critiche dell'accademia de' Lincej e del principe Federico Cesi, Rome, 1806.
- Pietro Redondi (trad. de l'italien par Monique Aymard), Galilée hérétique, Paris, Gallimard, coll. « Bibliothèque des histoires », 1985, 448 p. (ISBN 978-2-070-70419-4)
- Paolo Rossi (trad. Patrick Vighetti, préf. Jacques Le Goff), Aux origines de la science moderne, Paris, Éd. du Seuil, coll. « Sciences » (no 159), 2004, 392 p. (ISBN 978-2-020-66680-0)